# Nevinný mafián
Nevinný mafián (v anglickém originále The Fat Blue Line) je 3. díl 31. řady (celkem 665.) amerického animovaného seriálu Simpsonovi. Scénář napsal Bill Odenkirk a díl režíroval Michael Polcino. V USA měl premiéru dne 13. října 2019 na stanici Fox Broadcasting Company a v Česku byl poprvé vysílán 21. července 2020 na stanici Prima Cool.

## Děj
Rodina Simpsonových vyrazí na pouliční festival San Castellaneta, který je věnovaný italské kultuře, zatímco se Tlustý Tony setkává se svým sicilským strýcem. Starosta Quimby představuje Jasona Momou, který vypráví příběh Dana Castellanety.
Při shromažďování peněz pro Ježíše byli lidé na festivalu okradeni kapsáři. Na policejní stanici převezme případ zvláštní vyšetřovatelka Lenora Carterová, a hlavní náčelník Wiggum je tak postaven mimo hru. Jako volavku použijí Homera, který má největší zadek ve Springfieldu. Jeho úkolem je promenádovat se po městě a čekat, až mu někdo ukradne peněženku se skrytým sledovacím zařízením.
Poté, co Homer navštíví metro a někdo mu peněženku odcizí, policie ji vzdáleně sleduje. Pak nalezne sklad s peněženkami, kam vejde Tlustý Tony a jeho strýc. Vyšetřovatelka Carterová obviní mafiána Tonyho a zadrží jej.
Levák Bob uteče ze Springfieldské věznice a narazí do něj dodávka s hráběmi. Tlustý Tony se modlí k Bohu, aby mu pomohl „zmrzačit toho jidáše, co jej zradil“, Wiggum se modlí, aby mu pomohl zpět získat autoritu na policejní stanici, a Homer se modlí, aby se znovu navrátila plastová brčka.
Mafián Louie obstará právníka. Když mu Tony sdělí, že je nevinný, právník odchází, neboť se s případem údajně nedá pracovat. Šéf Wiggum sleduje video s Tonym, kde říká, že by se nikdy nedopustil kapsářství. Jde proto do věznice a domluví se s Tonym, že jej dostane ven, pokud jej přesvědčí, že je nevinný.
Tony mu ukazuje, že si každý den v čas zločinu sám ve svém pokoji zpívá. Je tudíž propuštěn s tajným mikrofonem a zajde k Luigimu, kde mívá jeho mafie sraz, aby zjistil, kdo jej neprávem dostal do vězení. Frankie „Práskač“ mu prozradí, že to byl Johnny „Kamennej Ksicht“, který ho zradil a stal se šéfem springfieldské mafie. Homer vstoupí do místnosti, když policie zatýká pravého viníka, a je zasažen kulkou do zadku. Wiggum mu kulku vycucne, a zachrání tím jeho život. Ve Springfieldské nemocnici se Homer probudí živ a zdráv. Na policejní stanici Wiggum znovu získá důvěru.
Nakonec si Tlustý Tony, Homer a Wiggum připijí u Giuseppea na úspěšnou akci.

## Přijetí
Při prvním vysílání sledovaly Nevinného mafiána 2,13 milionu diváků.
Dennis Perkins, kritik The A.V. Clubu, dal epizodě hodnocení B− a uvedl: „Nevinný mafián bohužel nepatří k těm vzácným klenotům, ale rozhodně má v sobě jistou nefalšovanou vřelost a náklonnost k postavám a tématu, a to díky jednomu z veteránů Simpsonových, jehož jméno v titulcích může epizodě zaručit přinejmenším slušnou šanci, Billu Odenkirkovi. Odenkirkovy scénáře se zpravidla vyhýbají trikům a umrtvujícímu sebereferenčnímu vyčerpání ve prospěch tvrdohlavé profesionality. Pokud se tento konkrétní příběh o Tlustém Tonym nikdy nepozvedne nad jakousi útulnou familiárnost, zaslouží si alespoň své místo jako díl Simpsonových, který jako by si pamatoval, že Simpsonovi stojí za zapamatování.“.
Tony Sokol, kritik Den of Geek, ohodnotil tento díl 4 z 5 hvězdiček.